# Narsha
Park Hyo-jin (hangul: 박효진; Seúl, 28 de diciembre de 1981), más conocida por su nombre artístico Narsha, es una cantante y actriz surcoreana. Es parte del grupo femenino surcoreano Brown Eyed Girls. Su nombre escénico "Narsha" derivada del término na-reu-sha, el cual significa 'para volar arriba' en coreano medio.

## Carrera

### Brown Eyed Girls
Se unió a Brown Eyed Girls después de que JeA la sugiriera como miembro, ellas habían sido sus amigas desde el colegio. Las cuatro integrantes tuvieron varios conciertos pequeños y fueron conocidas como"Crescendo" antes de debutar oficialmente como "Brown Eyed Girls". Después de más de 3 años de entrenar canto y varios conciertos pequeños, el grupo liberó su álbum debut "Your Story" en Corea del Sur en febrero de 2006, con el sencillo "Come Closer".

## Filmografía

### Espectáculos de variedades
| Año                          | Título                                                  | Red       | Notas                                                                   |
| ---------------------------- | ------------------------------------------------------- | --------- | ----------------------------------------------------------------------- |
| 2009 - 2010                  | Juventud invencible                                     | KBS2      | Reparto fijo                                                            |
| 2010                         | Waving The Korean Flag                                  | SBS       | Reparto fijo. Sudáfrica FIFA Espectáculo del Mundial.                   |
| 2009-2010                    | Star Golden Bell                                        | KBS       | Reparto regular                                                         |
| 2009-2010                    | Intimate Note                                           | SBS       | Reparto fijo para Estación 3                                            |
| 2010 - 2011                  | Héroes                                                  | SBS       | Reparto fijo                                                            |
| 2010, 2014                   | Happy Together                                          | KBS       | invitada con Gain [Ep. 136], invitada con Jackie Chan y Siwon [Ep. 353] |
| 2011                         | Idol Brain Competition Special (Lunar New Year Special) | KBS       | invitada                                                                |
| 2011                         | Style Show Fiㄹ                                         | Onstyle   | MC                                                                      |
| 2012                         | SNL Corea                                               | tvN       | Anfitriona con JeA, Miryo y Gain                                        |
| 2013 - 2014                  | Immortal Songs 2                                        | KBS       |                                                                         |
| 2014                         | Celebrity Lives in Our House                            | MBC Cada1 | invitada, ep. 1.º y 2.º                                                 |
| 2013                         | Infinite Challenge                                      | MBC       | invitada, eps. 361, 362                                                 |
| 2014–presente                | SNL Corea                                               | tvN       | miembro fijo de la temporada 5, 6                                       |
| 2014                         | Running Man                                             | SBS       | invitada [Ep. 198], [Ep. 221]                                           |
| 2015                         | Some Guy Some Girl                                      | SBS       | Reparto                                                                 |
| 2015                         | Match Made In Heaven                                    | MBC Cada1 | Reparto                                                                 |
| 2011, 2012, 2013, 2015, 2018 | Hello Counselor                                         | KBS       | invitada Ep. 26, 58, 124, 249, 350 (con Brown Eyed Girls)               |
| 2017                         | Radio Star                                              | MBC       | Huésped, Ep. 534 (con Lee Hyori, Kahi & Chae Ri-na)                     |
| 2017                         | King of Mask Singer                                     | MBC       | competidora como "Carrot Girl" (Episodios 125@–126)                     |
| 2018                         | I Can See Your Voice 5                                  | Mnet      | Miembro del panel de detectives (Ep. #8)                                |

### Series de televisión
| Año  | Título                                       | Canal     | Rol                                       |
| ---- | -------------------------------------------- | --------- | ----------------------------------------- |
| 2012 | Lights and Shadows                           | MBC       | Lee Hye-bin/Lee Jung-ja                   |
| 2012 | Ohlala Couple                                | KBS2      | Moosan Goddess                            |
| 2013 | Pure Love                                    | KBS2      | Ha Soo Bin zul (ep 7 cameo)               |
| 2014 | There Is A Blue Bird: Cinderella Syndrome    | TV Chosun | Shin-ae                                   |
| 2014 | The Clinic for Married Couples: Love and War | KBS2      | Hyun-jin (20s Special "Wife Is the Boss") |
| 2014 | Emergency Couple                             | tvN       | Female patient (cameo, episode 19)        |
| 2014 | Witch's Romance                              | tvN       | Shaman (guest, episodes 1-4)              |
| 2014 | MBC Drama Festival: 4Teen                    | MBC       | Sunglasses lady                           |
| 2015 | Save the Family                              | KBS1      | Jung Hee-jin                              |

### Películas
| Año  | Título                                                     | Tipo                   | Función                                                                                                   | Notas                                                                                    |
| ---- | ---------------------------------------------------------- | ---------------------- | --- | ---------------------------------------------------------------------------------------- |
| 2011 | The Guest Who Did Not Receive the Invitation               | Película de smartphone | Directora                                                                                                 | Recibió el Premio Especial en el 1.º Internacional Olleh Festival de cine de Smartphone  |
| 2012 | Nico 2: Little Brother, Big Trouble: A Christmas Adventure | Animación              | Doblaje de Lobo blanco                                                                                    |                                                                                          |
| 2013 | Bug                                                        | Película de smartphone | Directora, guionista y escritora. (La película está basada en la historia real de Narsha mientras crecía) | Recibió el Premio Especial en el 3.º Internacional Olleh Festival de cine de Smartphone. |

### Teatro musical
| Año  | Título           | Rol          |
| ---- | ---------------- | ------------ |
| 2013 | When a Man Loves | protagonista |

## Discografía

### Álbumes
- NARSHA (2010)

#### Álbum solista
| Información de álbum | Listado de pistas                                                                                  |
| --- | -------------------------------------------------------------------------------------------------- |
| Mamá Mia (con Sunny Hill) (맘마미아) - Fecha de liberación: 19 de agosto de 2010 - Género: K-pop, electrónico, baile-pop | - 01. Mamá Mia (con Sunny Hill) (맘마미아) - 02. Bbi Ri Bba Bba (East4A Club Vocal Mix) (삐리빠빠) |

### Sencillos
| Año  | Título                                    | Posiciones de gráficos | Posiciones de gráficos | Álbum  |
| Año  | Título                                    | KOR Gaon               | KOR Cartelera          | Álbum  |
| ---- | ----------------------------------------- | ---------------------- | ---------------------- | ------ |
| 2010 | "I'm In Love" (with Sungha Jung)          | 6                      | —                      | NARSHA |
| 2010 | "Bbi Ri Bba Bba" (삐리빠빠)               | 6                      | —                      | NARSHA |
| 2010 | "Mamá Mia" (맘마미아) (con Cerro Soleado) | 6                      | —                      | NARSHA |

### Bandas sonoras y colaboraciones
| Año  | Álbum/drama                       | Canción                             | Artista                                                     |
| ---- | --------------------------------- | ----------------------------------- | ----------------------------------------------------------- |
| 2006 | Movie A Cruel Attendance          | "If You Cannot Avoid"               | con Garion                                                  |
| 2007 | Be My 1004                        | "Be My 1004"                        | iM                                                          |
| 2007 | KBS Dae Jo Young                  | "Only You Don't Know"               | Solo                                                        |
| 2007 | Somewhere Over The Rainbow Vol.6' | "In This Winter"                    | Dueto con Miryo                                             |
| 2008 | Gone To The Hospital              | "Gone To The Hospital (Longing...)" | MIRU                                                        |
| 2008 | "Fun'ch                           | "1+2"                               | One Two                                                     |
| 2009 | Sudden Song                       | "Sudden Song"                       | Dueto con Miryo                                             |
| 2009 | KBS My Fair Lady                  | "I Love You"                        | Dueto con Miryo                                             |
| 2009 | KBS My Fair Lady                  | "I Love You"                        | Dueto con Jang Geuni                                        |
| 2009 | First Whisper                     | "The Snow Gift"                     | Lee Jae Hoon                                                |
| 2010 | 'Untouchable 2nd Mini Album       | "Living In My Heart"                | Untouchable                                                 |
| 2010 | Cho PD                            | "La La Land"                        | Colaboración con Cho PD y JeA                               |
| 2010 | 2010 MAMA Theme Song              | "Music"                             | Colaboración con JeA, Jun. K, Supreme Team, Boohwal, 8Eight |
| 2011 | KBS The Thorn Birds               | "A Woman I Know"                    | Solo                                                        |
| 2012 | Miryo aka Johoney                 | "Leggo"                             | Miryo                                                       |
| 2014 | REFORM (10th Anniversary Album)   | "Bullshit 지랄"                     | Humming Urban Stereo                                        |